# 坂下町 (名古屋市)
坂下町（さかしたちょう）は、愛知県名古屋市千種区の地名。1丁目・2丁目があった。一部が道路部分に残る。

## 歴史

### 沿革
- 1935年（昭和10年）11月5日 - 東区田代町・千種町の各一部により、同区坂下町として成立[1]。
- 1937年（昭和12年）10月1日 - 千種区成立により、同区坂下町となる[1]。
- 1945年（昭和20年）9月20日 - 田代町の一部を編入する[1]。また、一部が西坂町に編入される[5]。
- 1984年（昭和59年）5月5日 - 一部が春岡一丁目および同二丁目に編入される[6]。『角川地名辞典』では、この時点で廃止されたとする[5]。